# William Henry Stark
William Henry Stark (19. marts 1851 – 8. oktober 1936) var en industriel leder, hvis bidrag har hjulpet byen Orange, Texas med at udvikle sig økonomisk. Stark var formand for Lutcher Moore Cypress Lumber Company of Lutcher, Louisiana.
 Der er for få eller ingen kildehenvisninger i denne artikel, hvilket er et problem. Du kan hjælpe ved at angive troværdige kilder til de påstande, som fremføres i artiklen.